# Hypenagonia bipuncta
Hypenagonia bipuncta är en fjärilsart som beskrevs av Alfred Ernest Wileman 1915. Hypenagonia bipuncta ingår i släktet Hypenagonia och familjen nattflyn. Inga underarter finns listade i Catalogue of Life.